# Obey (companhia)
A Obey Clothing (estilizada OBEY) é uma companhia norte-americana de roupas sediada em Irvine, Califórnia e fundada em 2001 pelo artista de rua e ilustrador Shepard Fairey como extensão de seu trabalho como ativista. A companhia se apropria de temas e imagens usados em suas roupas do filme Eles Vivem, de John Carpenter.
A empresa é conhecida por incorporar propaganda política e socialmente provocativa nos designs de seus produtos.